# RHB FZeh 2/4
 (août 2023).
Les FZeh 2/4 21 et 22 sont deux fourgons automoteurs du chemin de fer Rorschach-Heiden-Bergbahn (de) (RHB, aujourd'hui intégré aux Appenzeller Bahnen), acquises à l'occasion de l'électrification de 1930. Prévus pour une utilisation mixte adhérence-crémaillère, ces deux véhicules possèdent un compartiment à bagages et un compartiment postal.
Les FZeh 2/4 assurèrent l'ensemble du trafic de la ligne jusqu'à la mise en service des  BCFeh 2/4 (de) dès 1953. Vers 1956, à la suite du passage au système à deux classes, la désignation évolua et devint DZeh 2/4. De nos jours, l'automotrice 22 est conservée comme véhicule historique en état de marche, tandis que l'automotrice 21 sert de réserve de pièces de rechange. En août 2023, la FZeh 2/4 22 reçoit le label du patrimoine culturel du canton de Saint-Gall. 

## Aspects techniques
Les véhicules furent livrés par la Fabrique suisse de locomotives et de machines (SLM) à Winterthur et par la Fabrique de machines d'Oerlikon (MFO) à Zurich pour l'équipement électrique. 
Les FZeh 2/4 ne disposent d'une cabine de conduite que du côté de la vallée. Du côté pente ne se trouve qu'une seule porte de passage vers la voiture de tête (de). Le compartiment à bagages est divisé en deux et présente une surface utile totale de 7,7 m2. Le véhicule peut atteindre une vitesse de 25 km/h avec les deux modes de propulsion et peut transporter une charge préliminaire de 70 t au maximum sur la section à crémaillère. Les deux roues dentées motrices se trouvent sur les essieux moteurs à adhérence, tandis que l'entraînement à crémaillère et celui par adhérence sont reliés de manière rigide. Bien qu'il s'agisse de la version la plus simple du point de vue technique, cette dernière présente des inconvénients dans le fonctionnement des roues dentées, raison pour laquelle est réalisé un disque de roue rotatif sur l'axe d'entraînement[pas clair]. La transmission de la force en adhérence se fait par une roue sur chaque axe, ce qui implique que seules deux des huit roues sont entraînées.
En raison de l'entraînement à crémaillère surbaissé, les FZeh 2/4 ne pouvaient circuler que sur le tronçon Rorschach-Hafen–Rorschach–Heiden, car c'est le seul endroit où les aimants de sécurité des véhicules sont abaissés suffisamment bas.

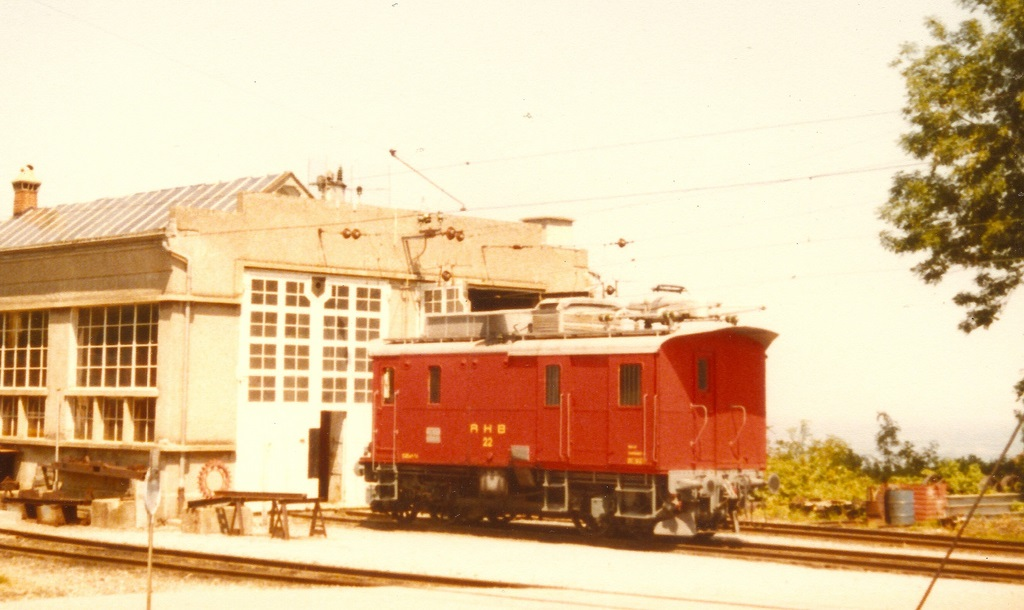
La DZeh 2/4 22 à Heiden en 1985. La porte en lieu et place d'une deuxième cabine est bien visible.